# 시편 55편
시편 55편은 55번째 시편이다. 시편은 히브리어 성경의 세 번째 부분인 케투빔의 일부이며 기독교 구약의 일부이다. 약간 다른 그리스어 70인역 성경과 라틴 불가타역에서 이 시편은 시편 54편이다. 라틴어에서는 "Exaudi Deus orationem meam"으로 알려져 있다. 시편은 저자가 적들에게 둘러싸여 슬퍼하고 가장 가까운 친구 중 한 명이 그를 배신한 애도를 나타낸다.
시편은 유대교, 가톨릭, 루터교, 성공회 및 기타 개신교 전례의 정규 부분을 형성한다. 영어와 독일어로 된 운율 찬송가는 시편에서 파생되었으며 음악의 주제가 되었다.

## 배경
시편 55편은 시편 41편, 특히 41편 9절과 비슷하다.
시편의 서론은 이를 교육편(Maskil)으로 식별하고 다윗과 연관시킨다. 익명의 저자는 외국 도시에 살고 있는 이스라엘 사람일 수 있으며 거짓 친구는 그곳에 살고 있는 또 다른 이스라엘 사람일 수 있다. 이 해석은 24절의 두 번째 부분이 헤르만 궁켈(Hermann Gunkel)이 제안하고 미첼 다훗(Mitchell Dahood)의 번역에서 사용된 것처럼 "피와 배반의 사람들"이 아니라 "우상과 조각상의 남자"로 번역되는 경우 특히 그럴듯하게 간주될 수 있다.
불가타의 제롬(Jerome)은 이 시편에 Vox Christi adversus magnatos Judaeorum et Judam traditorem이라는 제목을 붙였는데, 이는 유대인의 추장들과 반역자 유다에 대한 그리스도의 목소리를 의미한다.

## 내용
1. 하나님이여 내 기도에 귀를 기울이시고 내가 간구할 때에 숨지 마소서
2. 내게 굽히사 응답하소서 내가 근심으로 편하지 못하여 탄식하오니
3. 이는 원수의 소리와 악인의 압제 때문이라 그들이 죄악을 내게 더하며 노하여 나를 핍박하나이다
4. 내 마음이 내 속에서 심히 아파하며 사망의 위험이 내게 이르렀도다
5. 두려움과 떨림이 내게 이르고 공포가 나를 덮었도다
6. 나는 말하기를 만일 내게 비둘기 같이 날개가 있다면 날아가서 편히 쉬리로다
7. 내가 멀리 날아가서 광야에 머무르리로다 (셀라)
8. 내가 나의 피난처로 속히 가서 폭풍과 광풍을 피하리라 하였도다
9. 내가 성내에서 강포와 분쟁을 보았사오니 주여 그들을 멸하소서 그들의 혀를 잘라 버리소서
10. 그들이 주야로 성벽 위에 두루 다니니 성 중에는 죄악과 재난이 있으며
11. 악독이 그 중에 있고 압박과 속임수가 그 거리를 떠나지 아니하도다
12. 나를 책망하는 자는 원수가 아니라 원수일진대 내가 참았으리라 나를 대하여 자기를 높이는 자는 나를 미워하는 자가 아니라 미워하는 자일진대 내가 그를 피하여 숨었으리라
13. 그는 곧 너로다 나의 동료, 나의 친구요 나의 가까운 친우로다
14. 우리가 같이 재미있게 의논하며 무리와 함께 하여 하나님의 집 안에서 다녔도다
15. 사망이 갑자기 그들에게 임하여 산 채로 스올에 내려갈지어다 이는 악독이 그들의 거처에 있고 그들 가운데에 있음이로다
16. 나는 하나님께 부르짖으리니 여호와께서 나를 구원하시리로다
17. 저녁과 아침과 정오에 내가 근심하여 탄식하리니 여호와께서 내 소리를 들으시리로다
18. 나를 대적하는 자 많더니 나를 치는 전쟁에서 그가 내 생명을 구원하사 평안하게 하셨도다
19. 옛부터 계시는 하나님이 들으시고 그들을 낮추시리이다 (셀라) 그들은 변하지 아니하며 하나님을 경외하지 아니함이니이다
20. 그는 손을 들어 자기와 화목한 자를 치고 그의 언약을 배반하였도다
21. 그의 입은 우유 기름보다 미끄러우나 그의 마음은 전쟁이요 그의 말은 기름보다 유하나 실상은 뽑힌 칼이로다
22. 네 짐을 여호와께 맡기라 그가 너를 붙드시고 의인의 요동함을 영원히 허락하지 아니하시리로다
23. 하나님이여 주께서 그들로 파멸의 웅덩이에 빠지게 하시리이다 피를 흘리게 하며 속이는 자들은 그들의 날의 반도 살지 못할 것이나 나는 주를 의지하리이다

## 구조
시편은 1901년 알렉산더 커크패트릭(Alexander Kirkpatrick) 주석이 절망, 분개, 신뢰의 주제로 식별한 세 부분으로 나눌 수 있다.
1. 첫 번째 부분(1-8절)은 하나님께 구원을 간절히 호소하는 것으로 시작하여(1-3절) 시편 기자의 고뇌와 평화에 대한 열망을 묘사한다.
2. 9-15절은 저자의 원수들, 특히 시편기자에게 등을 돌린 "나의 동등한 자"와 "나의 친한 친구"로 묘사된 개인에 대한 신랄한 비난이다(12-14절). 이 두 번째 부분은 화자의 적들이 스올에 산 채로 삼켜지기를 바라는 소망으로 끝맺는데, 이는 고라의 운명에 대한 암시일 가능성이 있다.
3. 마지막 부분(16-23절)은 하나님의 공의에 대한 확신에 찬 묵상이다. 시편 기자는 하나님께서 자신을 구원하시고 악인을 멸하실 것을 확신한다.

## 분석
시편이 단일 저자에 의해 기록되었는지 여부는 불분명하다. 일부 학자들은 12~14절, 20~21절, 22절이 시편 원본에 삽입된 다른 저자의 단편이라고 제안한다.
1999년 기사에서 울리케 베일(Ulrike Bail)은 타마르의 강간에 대한 언급으로 시편을 읽기 위해 상호텍스트성 해석법을 사용했다.